# 催吐白前

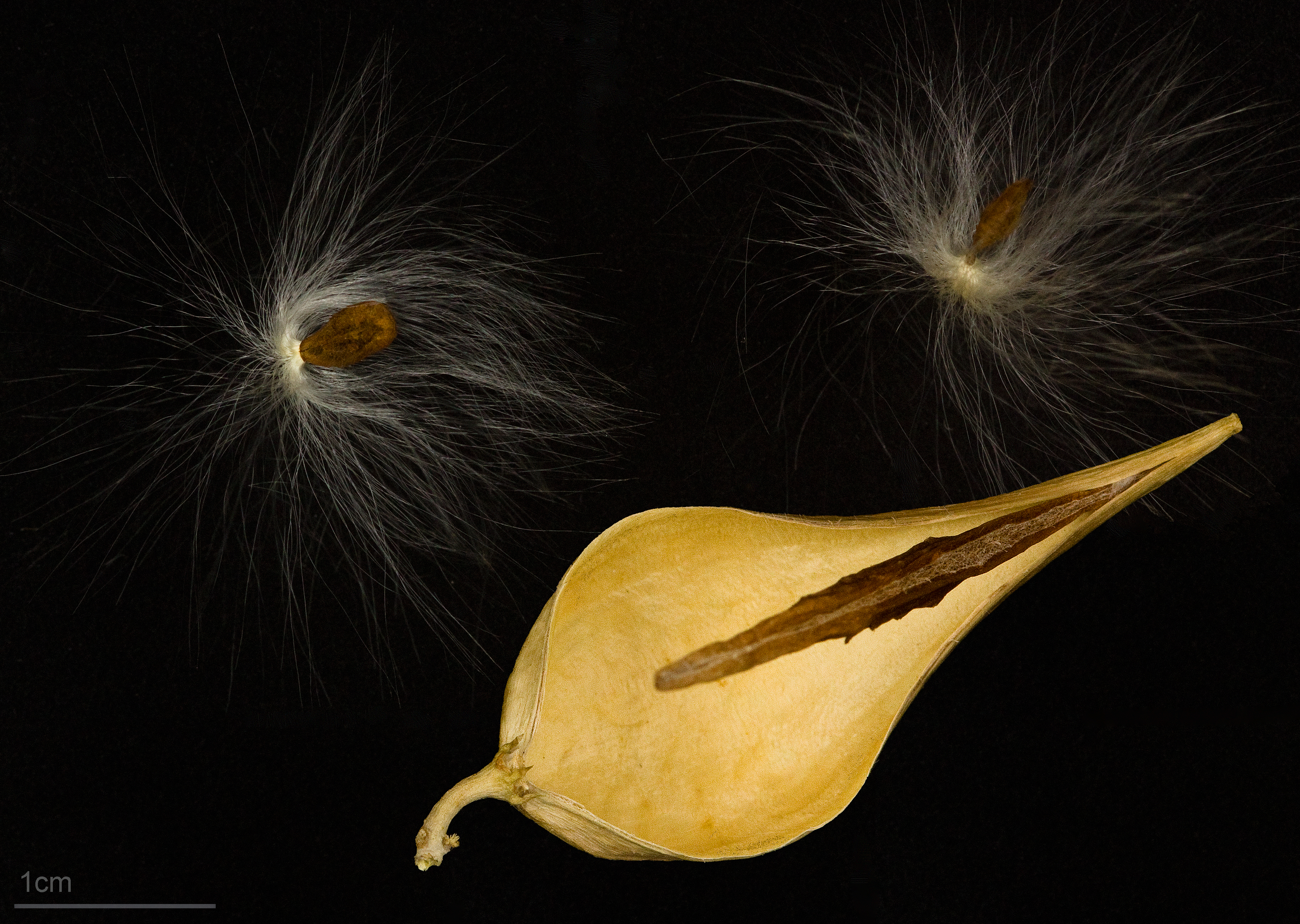
Vincetoxicum hirundinaria

催吐白前（学名：Cynanchum vincetoxicum）是夹竹桃科鹅绒藤属的植物。分布在台湾岛以及中国大陆的江苏、四川、云南等地，生长于海拔1,000米的地区，常生长在杂木林中及山坡上，目前尚未由人工引种栽培。